# Pico Cervero
El Cervero es el pico más alto de la Sierra de las Quilamas, con una altitud de 1465 metros. Se encuentra enclavado entre los términos municipales de Navarredonda de la Rinconada y Escurial de la Sierra, en la provincia de Salamanca, Castilla y León, España.

Convendría que los geógrafos dedicaran amorosa atención a esta zona salmantina, de características tan peculiares, a este rincón provincial al que no se si será lícito llamarlo microcomarca (…) Las Quilamas se hallan en la vertiente meridional de la Sierra Mayor, es decir, de la Sierra de Tamames y Navarredonda, entre Linares, San Miguel de Valero y La Bastida. Se despeña por medio de sus fragosas breñas el río Quilama (...) en Pico Cervero, término de Escurial, y cuya sierra divide a la de Francia, del Campo, es decir, al sur de Pico Cervero está la Sierra de Francia, al norte está el Campo, en este caso La Huebra (página 95) Recordemos las dos microcomarcas de Las Batuecas y Las Quilamas, ambas en La Serranía de Francia.
Las comarcas históricas y actuales de la provincia de Salamanca (1976), Antonio Llorente

## Naturaleza
La fauna de Navarredonda de la Rinconada, se caracteriza por la cantidad de especies de animales. Entre los mamíferos, además de especies cinegéticas como el conejo, o el cada vez más abundante jabalí, destaca la presencia de varias especies de carnívoros protegidos. Entre la avifauna destaca el águila real, el águila culebrera, el azor, el halcón peregrino, el alimoche, el buitre leonado o el búho real.
Respecto a la vegetación destacan el roble (Quercus pyrenaica) que sirven de enlace entre las dehesas del Campo Charro y los bosques del parque natural de Las Batuecas-Sierra de Francia. En las zonas más bajas y expuestas a la insolación se sitúa la vegetación típicamente mediterránea de brezales (Erica spp.), encinas (Quercus rotundifolia). También se pueden encontrar algunas manchas de castañar, algunos de los cuales son centenarios.